# Helsingør Stadion
Das  Helsingør Stadion ist ein Fußballstadion in der dänischen Stadt Helsingør auf der Insel Seeland. 

## Geschichte
Die am 1. Juli 1923 eingeweihte Spielstätte ist die sportliche Heimat des FC Helsingør. Anlässlich des Aufstiegs des FCH in die dänische Superliga 2017 wurde die Kapazität von 4500 auf 5500 Plätze, davon 532 Sitzplätze, erhöht.
Der Besucherrekord mit 5248 Zuschauern wurde im Superliga-Spiel gegen den FC Kopenhagen (0:4) am 20. September 2017 aufgestellt.